# Хачеріді Євген Григорович
Євген Григорович Хачері́ді (нар. 28 липня 1987, Мелітополь) — український футболіст, центральний захисник. Відомий, зокрема, виступами за національну збірну України та київське «Динамо».

## Кар'єра

### Початок
Починав грати у футбол в Мелітополі за клуб «Олком». У сезоні 2006—2007 на правах оренди виступав за «Волинь» у першій лізі. За «Олком» зіграв 25 матчів і забив 1 гол. Луцький клуб зацікавився перспективним гравцем і влітку 2007 року викупив контракт гравця.

### «Динамо»
У січні 2008 року Євген перейшов до «Динамо» (К), де дебютував 1 березня 2008 року в матчі дублерів «Дніпро» — «Динамо» (1:3). Трансферна сума склала 700 тис. євро.
За основну команду дебютував 13 вересня 2008 року в рамках Кубка України в матчі проти рідного «Олкому» (перемога киян 5-0), вийшовши на 56 хвилині замість Флоріна Черната.

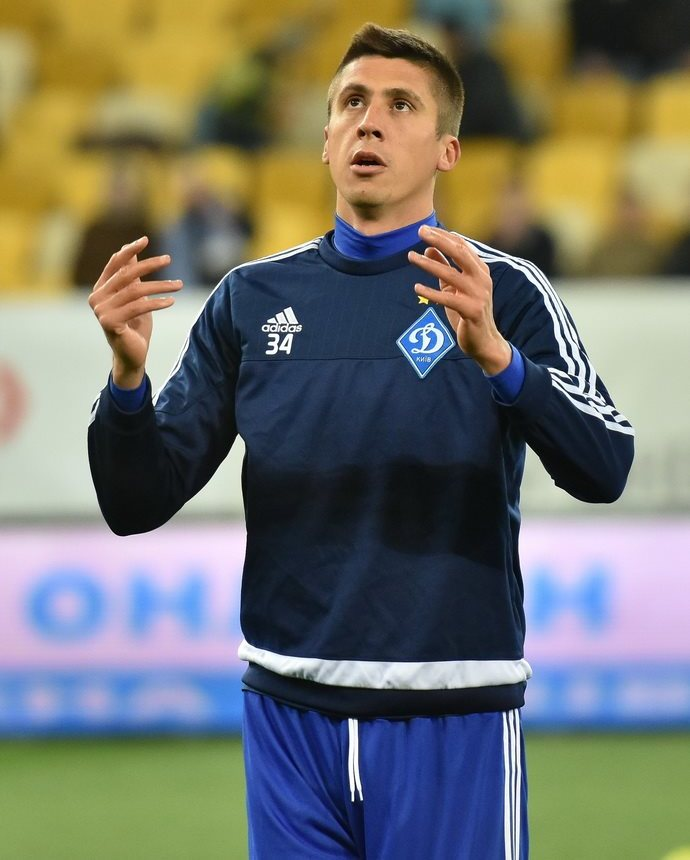
Хачеріді на тренуванні «Динамо». 2016 рік.

Дебют у Прем'єр-лізі чемпіонату України відбувся 18 липня 2009 року у матчі проти одеського «Чорноморця». Матч завершився перемогою киян 5-0, а Євген відіграв всі 90 хвилин матчу.
Перший м'яч за основу «Динамо» (К) Євген забив 16 серпня 2009 року в рамках 1/16 Кубка України проти київського «Арсеналу». Олег Гусєв виконав зрячу подачу з кутового в центр штрафного майданчика, куди увірвався бек «Динамо» та головою з відскоком від газону переправив м'яч у «дев'ятку». Цей гол допоміг динамівцям перемогти 2-1 та вийти в наступний раунд змагань.
Загалом з командою Хачеріді виграв українську Прем'єр-лігу в 2008/09, 2014/15 і 2015/16, Кубок України в сезонах 2013/14 та 2014/15 і Суперкубок України 2009, 2011 і 2016 років.

### Подальша кар'єра
Влітку 2018 року він перебрався в грецький ПАОК. З клубом з Салонік в сезоні 2018/19 він виграв Суперлігу і Кубок Греції. Втім команда використовувала Євгена не дуже часто, всього він провів у складі 11 ігор, у тому числі лише 3 матчі Суперліги, а в липні 2019 року за рішенням Федерації футболу Греції покинув клуб як вільний агент.
У жовтні 2019 року Хачеріді підписав контракт із білоруським клубом Вищої ліги «Динамо-Берестя» до кінця 2021 року. 4 березня 2020 року він виграв Суперкубок Білорусі.
Влітку 2021 року почав тренуватися з чернігівською «Десною», командою української Прем'єр-ліги. Президент «Десни» Володимир Левін в інтерв'ю підтвердив інформацію про те, що клуб зацікавлений у підписанні гравця. Втім 25 серпня 2021 року Хачереді покинув тренувальний табір «Десни», провівши близько трьох тижнів у розташуванні команди, оскільки сторони не дійшли згоди щодо підписання договору. Хачеріді залишив тренувальний табір Олександра Рябоконя з власної ініціативи.
У вересні 2023 року став виступати за аматорський клуб «Штурм» (Іванків)

## Державні нагороди
- Відзнака «Іменна вогнепальна зброя» (21 листопада 2015) — за досягнення високих спортивних результатів, вагомий внесок у розвиток вітчизняного футболу, піднесення міжнародного авторитету Української держави[15]

## Статистика виступів

### Клубна статистика
| Клуб                   | Сезон             | Ліга | Ліга | Кубок | Кубок | Суперкубок | Суперкубок | Єврокубки | Єврокубки | Разом | Разом |
| Клуб                   | Сезон             | Ігри | Голи | Ігри  | Голи  | Ігри       | Голи       | Ігри      | Голи      | Ігри  | Голи  |
| ---------------------- | ----------------- | ---- | ---- | ----- | ----- | ---------- | ---------- | --------- | --------- | ----- | ----- |
| Олком (Мелітополь)     | 2005/2006         | 9    | 0    | 0     | 0     | —          | —          | —         | —         | 9     | 0     |
| Олком (Мелітополь)     | 2006/2007         | 16   | 1    | 2     | 0     | —          | —          | —         | —         | 18    | 1     |
| Олком (Мелітополь)     | Разом             | 25   | 1    | 2     | 0     | —          | —          | —         | —         | 27    | 1     |
| Металург-2 (Запоріжжя) | 2005/2006         | 4    | 0    | —     | —     | —          | —          | —         | —         | 4     | 0     |
| Металург-2 (Запоріжжя) | Разом             | 4    | 0    | —     | —     | —          | —          | —         | —         | 4     | 0     |
| Волинь (Луцьк)         | 2006/2007         | 12   | 0    | 0     | 0     | —          | —          | —         | —         | 12    | 0     |
| Волинь (Луцьк)         | 2007/2008         | 12   | 1    | 0     | 0     | —          | —          | —         | —         | 12    | 1     |
| Волинь (Луцьк)         | Разом             | 24   | 1    | 0     | 0     | —          | —          | —         | —         | 24    | 1     |
| Динамо-2 (Київ)        | 2007/2008         | 2    | 0    | —     | —     | —          | —          | —         | —         | 2     | 0     |
| Динамо-2 (Київ)        | Разом             | 2    | 0    | —     | —     | —          | —          | —         | —         | 2     | 0     |
| Динамо (Київ)          | 2008/2009         | 0    | 0    | 2     | 0     | —          | —          | —         | —         | 2     | 0     |
| Динамо (Київ)          | 2009/2010         | 10   | 0    | 3     | 1     | 1          | 0          | 4         | 0         | 13    | 1     |
| Динамо (Київ)          | Разом             | 10   | 0    | 5     | 1     | 1          | 0          | 4         | 0         | 20    | 1     |
| Всього за кар'єру      | Всього за кар'єру | 65   | 2    | 7     | 1     | 1          | 0          | 4         | 0         | 77    | 3     |

### Матчі за збірну
За національну збірну України дебютував 10 жовтня 2009 року у відбірковому матчі до чемпіонату світу проти Англії, в якому Україна перемогла із рахунком 1:0, а Хачеріді вийшов у стартовому складі.
За збірну України зіграв 51 матч та забив 3 голи.
Станом на 23 травня 2016 року
| 01. | 10.10.2009 | «Дніпро-Арена», Дніпро (місто)  | Англія     | 1—0 | Відбірковий ЧС-2010     | Україна   |          | 68'      |  |
| 02. | 14.10.2009 | «Комуналь», Андорра-ла-Велья    | Андорра    | 6—0 | Відбірковий ЧС-2010     | Андорра   |          |          |  |
| 03. | 14.11.2009 | «Олімпійський стадіон», Афіни   | Греція     | 0—0 | Відбірковий ЧС-2010     | Греція    |          |          |  |
| 04. | 18.11.2009 | «Донбас Арена», Донецьк         | Греція     | 0—1 | Відбірковий ЧС-2010     | Україна   |          |          |  |
| 05. | 04.09.2010 | «Відзев», Лодзь                 | Польща     | 1—1 | Товариський матч        | Польща    |          |          |  |
| 06. | 01.06.2011 | «Динамо», Київ                  | Узбекистан | 2—0 | Товариський матч        | Україна   |          |          |  |
| 07. | 06.06.2011 | «Донбас Арена», Донецьк         | Франція    | 1—4 | Товариський матч        | Україна   |          |          |  |
| 08. | 29.02.2012 | «Мошава», Петах-Тіква           | Ізраїль    | 3—2 | Товариський матч        | Ізраїль   |          |          |  |
| 09. | 28.05.2012 | «Куфштайн Арена», Куфштайн      | Естонія    | 4—0 | Товариський матч        | Австрія   |          |          |  |
| 10. | 01.06.2012 | «Тіволі Ной», Інсбрук           | Австрія    | 2—3 | Товариський матч        | Австрія   |          |          |  |
| 11. | 05.06.2012 | «Ауді-Спортпарк», Інґольштадт   | Туреччина  | 0—2 | Товариський матч        | Німеччина |          |          |  |
| 12. | 11.06.2012 | «Олімпійський», Київ            | Швеція     | 2—1 | Євро-2012               | Україна   |          |          |  |
| 13. | 15.06.2012 | «Донбас Арена», Донецьк         | Франція    | 0—2 | Євро-2012               | Україна   |          |          |  |
| 14. | 19.06.2012 | «Донбас Арена», Донецьк         | Англія     | 0—1 | Євро-2012               | Україна   |          |          |  |
| 15. | 15.08.2012 | «Арена Львів», Львів            | Чехія      | 0—0 | Товариський матч        | Україна   |          | 42'      |  |
| 16. | 11.09.2012 | «Вемблі», Лондон                | Англія     | 1—1 | Кваліфікація до ЧС 2014 | Англія    |          | 86'      |  |
| 17. | 12.10.2012 | «Зімбру», Кишинів               | Молдова    | 0—0 | Кваліфікація до ЧС 2014 | Молдова   |          | 70'      |  |
| 18. | 14.11.2012 | «Васил Левський», Софія         | Болгарія   | 1—0 | Товариський матч        | Болгарія  |          |          |  |
| 19. | 06.02.2013 | «Олімпійський», Севілья         | Норвегія   | 2—0 | Товариський матч        | Іспанія   |          |          |  |
| 20. | 22.03.2013 | «Національний стадіон», Варшава | Польща     | 3—1 | Кваліфікація до ЧС 2014 | Польща    |          |          |  |
| 21. | 26.03.2013 | «Чорноморець», Одеса            | Молдова    | 2—1 | Кваліфікація до ЧС 2014 | Україна   | 70'      |          |  |
| 22. | 02.06.2013 | «Олімпійський», Київ            | Камерун    | 0—0 | Товариський матч        | Україна   |          | 75'      |  |
| 23. | 06.09.2013 | «Арена Львів», Львів            | Сан-Марино | 9—0 | Кваліфікація до ЧС 2014 | Україна   | 45', 54' | 83'      |  |
| 24. | 10.09.2013 | «Олімпійський», Київ            | Англія     | 0—0 | Кваліфікація до ЧС 2014 | Україна   |          |          |  |
| 25. | 11.10.2013 | «Металіст», Харків              | Польща     | 1—0 | Кваліфікація до ЧС 2014 | Україна   |          | 90+4'    |  |
| 26. | 15.11.2013 | «Олімпійський», Київ            | Франція    | 2—0 | Кваліфікація до ЧС 2014 | Україна   |          |          |  |
| 27. | 19.11.2013 | «Стад де Франс», Париж          | Франція    | 3—0 | Кваліфікація до ЧС 2014 | Франція   |          | 45', 47' |  |

## Досягнення
«ПАОК»
- Грецька Суперліга
  - Чемпіон (1): 2018-19
- Кубок Греції
  - Володар (1): 2018–19

 «Динамо-Берестя»
- Суперкубок Білорусі
  - Володар (1): 2020

## Приватне життя
Євген закінчив Мелітопольський державний педагогічний університет за фахом вчителя фізкультури.

## Скандали
15 серпня 2018 року в Москві, після матчу відбірного раунду Ліги чемпіонів Спартак (Москва) — ПАОК, який закінчився з рахунком 0-0, показав фанатам Спартака на трибунах щитки з кольорами українського прапору. Це викликало бурхливу реакцію російських фанатів в інтернеті та офіційних осіб, які почали вимагати покарати футболіста за ці дії.